# جي والاس
جي والاس (بالإنجليزية: Ji Wallace)‏ هو ترامبوليني ‏ أسترالي، ولد في 23 يونيو 1977 في ليزمور في أستراليا.

## وصلات خارجية
- جي والاس على موقع الاتحاد الدولي للجمباز (licence) (الإنجليزية)
- جي والاس على موقع الاتحاد الدولي للجمباز (biography) (الإنجليزية)
- جي والاس على موقع اللجنة الأولمبية الدولية (الإنجليزية)
- جي والاس على موقع أوليمبيديا (الإنجليزية)
- جي والاس على موقع اللجنة الأولمبية الأسترالية (الإنجليزية)